# Gente di mare (serie televisiva)
Gente di mare è una serie televisiva italiana, trasmessa in prima visione su Rai 1 dal 2005 al 2007. È formata da due stagioni per la regia di Alfredo Peyretti e Vittorio De Sisti.

## Episodi
| Stagione         | Episodi | Prima TV  |
| ---------------- | ------- | --------- |
| Prima stagione   | 26      | 2005-2006 |
| Seconda stagione | 25      | 2007      |

## Interpreti e personaggi
- Lorenzo Crespi è il tenente di vascello Angelo Sammarco. Diventa comandante del Circomare di Tropea dopo la sospensione del tenente di vascello Giacomo Onorato perché accusato ingiustamente dell'omicidio di una donna che era la sua amante. A metà della seconda stagione viene fatto scomparire e muore assassinato dalla 'ndrangheta per mano di Carmine Amitrano che dà l'ordine di ucciderlo a suo figlio Toni e il suo corpo non è mai stato ritrovato.
- Vanessa Gravina è la dottoressa Margherita Scanò. Nella 2ª stagione nella prima puntata muore uccisa in un attentato.
- Patrizio Rispo è il tenente di vascello Giacomo Onorato sospeso dall'incarico di comandante del Circomare di Tropea perché accusato di omicidio ingiustamente. Muore assassinato a causa delle sue indagini per scoprire la verità che lo aveva portato ad essere sospeso dal servizio per omicidio
- Mirco Petrini è il tenente di vascello Salvatore Terrasini, diventa Il comandante del Circomare di Tropea (2ª stagione) al posto del comandante Sammarco che si allontanerà all'inizio della 2ª stagione dal Circomare per fare luce su un'importante indagine personale sulla 'ndrangheta. Anche dopo la morte di Sammarco rimane a capo del Circomare di Tropea.
- Fabio Fulco è il capitano di corvetta/comandante Davide Ruggeri che viene chiamato ad indagare sulla scomparsa di Angelo Sammarco a metà della 2ª stagione.
- Frank Crudele è il capo di 1ª classe Pietro Melluso
- Antonio Milo è il capo di 1ª classe Sante Lo Foco
- Giada Desideri è il tenente di vascello Elena Dapporto
- Myriam Catania è il capo di 2ª classe Gloria Lo Bianco
- Alessandro Lucente è il capo di 3ª classe Paolo Zannoni
- Davide Ricci è il sottocapo Luca Rebecchi
- Chiara Francini è il sottocapo Marzia Meniconi
- Cosimo Cinieri è il contrammiraglio Luigi Cordari
- Eros Pagni è Carmine Amitrano, il boss spietato della 'ndrangheta di Tropea.
- Rosa Pianeta è Viviana Amitrano
- Tiziana Lodato è Sofia Amitrano
- Giuseppe Zeno è Tony Amitrano
- Manfredi Aliquò è Franco Pittali
- Claudia Ruffo è Sara Polimenti
- Angelo Infanti è Franco Leonetti
- Francesca Chillemi è Verna Leonetti
- Domenico Fortunato è il capitano dei carabinieri Mario Zannoni
- Massimo De Lorenzo è il brigadiere dei carabinieri Vincenzo Culicchia
- Francesco Siciliano è il sostituto procuratore Giorgio Bonanni. Viene assassinato dalla 'ndrangheta a metà della 2ª stagione.
- Gilberto Idonea è Tommaso Nicotra, boss di spicco della 'ndrangheta, amico e socio in affari di Carmine Amitrano.
- Valentina Sperlì è la procuratrice Anna Licurgo
- Michel Leroy: Abdel
- Liliana Mele è Amina
- Marcello Modugno è Gretteri
- Rosa Ferraiolo è Costanza Melluso
- Eva Deidda è Marina Cataldo
- Francesco Paolo Torre è il comune di 1ª classe La Torre
- Altri interpreti: Milena Miconi, Patrizio Pelizzi, Alberto Angrisano, Manuel Rufini, Alessandro Lombardo e Marcello Arnone.

## Produzione
La prima stagione, trasmessa divisa in dodici serate, è andata in onda su Rai 1 in prima serata dal 4 dicembre 2005 al 23 gennaio 2006.
Le riprese sono iniziate il 30 agosto 2004 e ultimate il 29 luglio 2005 e per le varie scene d'azione sono stati utilizzati i mezzi marittimi ed aerei della Guardia Costiera, impiegati 190 attori, 1950 comparse e 230 imbarcazioni.
Dopo il successo della prima stagione, nel 2007 viene trasmessa sempre in prima serata la seconda stagione, con due episodi da 50 minuti a settimana, tranne per la quinta serata, durante la quale sono andati in onda tre episodi. Le riprese sono iniziate il 6 novembre 2006 e terminate il 7 luglio 2007 mentre le puntate sono state trasmesse in prima visione TV dal 17 settembre al 20 novembre del 2007 su in prima serata su Rai 1.
30 gli attori principali; 230 gli attori "secondari"; più di 100 le presenze di stunt, impiegati in scene d'azione particolarmente pericolose; 1.504 i generici; più di 100 le imbarcazioni navi, yacht, barche a vela, pescherecci, motoscafi, gozzi e gommoni utilizzate durante le riprese; e infine aerei, elicotteri, motovedette e ogni tipo di natante in dotazione alla Guardia Costiera, compreso un pattugliatore di 52 metri.
Su alcuni giornali cartacei dedicati al mondo dello spettacolo (come ad esempio Oggi e TV Sorrisi e Canzoni), vi sono state delle polemiche riguardo alla prematura uscita di scena di Lorenzo Crespi. Il suo personaggio, infatti, Angelo Sammarco, che era stato l'apprezzato protagonista dell'intera prima stagione, esce di scena nella settima puntata, assassinato dalla 'ndrangheta. Crespi affermò che la decisione di abbandonare la serie era dovuta a delle minacce anonime ricevute sul set; la produzione, invece, replicò sostenendo che l'attore non aveva tenuto un comportamento professionale durante la lavorazione. Nell'ottava puntata entra in scena il nuovo protagonista, Fabio Fulco, che interpreta Davide Ruggeri, anch'egli ufficiale della Guardia Costiera.

## Trama (seconda stagione)
Nell'episodio numero 1 della seconda stagione, una voce fuori campo annuncia che la narrazione riprende 6 mesi dopo la conclusione della prima stagione.
Fervono i preparativi per il matrimonio tra Angelo Sammarco e Margherita Scanò. Sammarco fa venire a Tropea il suo migliore amico, il pari grado Salvatore Terrasini, perché sia il suo testimone di nozze. I tre sono sereni, ma il ritrovamento del relitto di una nave sulla spiaggia di Tropea sconvolge la situazione di equilibrio. Angelo e Margherita indagano, ma il segreto che si cela dietro quel relitto è talmente grande che quando Margherita riesce a scoprire qualcosa, viene brutalmente assassinata, proprio pochi minuti dopo la celebrazione delle nozze con Angelo.
Quest'ultimo è sconvolto, e vuole a tutti i costi fare luce sull'efferato omicidio di sua moglie, e per farlo decide di lasciare il circomare. I suoi uomini, che ne hanno sempre apprezzato l'onestà e la lealtà, sono molto dispiaciuti, ma comprendono la sua decisione. A sostituire Angelo sarà proprio Salvatore, che si troverà ad affrontare casi molto difficili in una realtà a lui nuova.
I fratelli Sofia e Tony Amitrano, nonostante la morte del padre Carmine, continuano nell'attività mafiosa, tenendo all'oscuro di tutto la madre Viviana. I due vorrebbero estromettere dai loro affari il boss Tommaso Nicotera, detenuto, ma quest'ultimo non ha alcuna intenzione di farsi sottomettere dai figli di Carmine Amitrano, che era stato suo inseparabile socio e amico. Nonostante questo, il rischio che scoppi una faida tra le due cosche è molto alto.

## Distribuzione internazionale
La serie televisiva è stata trasmessa anche nei seguenti paesi in ordine alfabetico:
- Argentina e altri paesi dell'America Latina col nome Guardacostas sul canale televisivo Space.[4]
- Belgio col nome Police maritime sul canale La Deux, poi replicato su RTL TVI.
- Croazia dal 5 marzo 2008 col nome Obalna straža sul canale RTL Televizija.[5][6]
- Francia dal 30 gennaio 2007 col nome Police maritime sul canale Fox Life poi replicato su France 3; Télé 7; Planète Thalassa.[7][8]
- Spagna dal 2007 in castigliano col nome Guardacostas su Canal Sur Televisión, poi replicato su Canal Sur 2[9], ETB 2, ed in catalano con il nome Guàrdia de costes sul canale TV3[10].
- Ungheria dal 2 febbraio 2008 col nome Tengeri őrjárat sul canale RTL Klub[11]

## Mezzi impiegati dalla Guardia costiera

### Aerei
- Elicottero Agusta Bell 412 CP 9-02 "Koala" MM81383 (cn 25627)
- Elicottero Agusta Bell 412 CP 9-05 "Koala" MM81473 (cn 25718)
- Elicottero Agusta Bell 412 CP 9-09 "Koala" MM81511 (cn 25722)

### Auto
- Fiat Doblò targati CP 2640; CP 2818; CP 2687; CP 2794
- Fiat Panda targata CP 2729
- Land Rover Defender 90 SW TD5[12]
- SEAT Inca targata CP 2406

### Navali
- Pattugliatore costiero CP 903 "Luigi Dattilo"[13][14]
- Motovedetta d'altura CP 408 "Mario Grabar"[15]
- Motovedetta costiera CP 238[16]
- Motovedetta d'altura CP 271[17]
- Motovedetta d'altura CP 278[18]
- Motovedetta costiera CP 546[19][20]
- Motovedetta costiera CP 571[21]
- Motovedetta costiera CP 808[22]
- Motovedetta costiera CP 834[23]
- Motovedetta costiera CP 836[24]
- Motovedetta costiera CP 891[25]
- Motovedetta costiera CP 2043[26]
- Motovedetta costiera CP 2096[27][28]
- Motovedetta costiera CP 2097[29][30]
- Gommone GC A01[31]
- Gommone GC A08[32]
- Gommone GC 105[33]
- Gommone GC 166[34]
- Gommone GC 248[35]

## Mezzi impiegati dall'Arma dei carabinieri

### Navali
Motovedetta d'altura CC 812

## Altre informazioni
Le due stagioni della serie hanno in comune la location principale, Tropea, città marittima della Calabria, oltre che l'argomento centrale, quello della Guardia Costiera e dei Carabinieri che lottano quotidianamente contro la 'ndrangheta. Questa serie è stata realizzata in collaborazione con la Guardia Costiera e con la Regione Calabria. Il titolo della seconda stagione è Gente di mare 2. Successivamente, venne realizzato uno spin-off, dal titolo L'isola.